# Rutenijum pentafluorid
Rutenijum pentafluorid je neorgansko jedinjenje sa empirijskom formulom RuF5. Ova zelena isparljiva čvrsta materija je retko bila predmet izučavanja, mada je od interesa kao binarni fluorid rutenijuma, i.e. jedinjenje koje sadrži samo Ru i F. Ono je podložno hidrolizi. Njegova struktura se sastoji od Ru4F20 tetramera, poput izostrukturnog platina pentafluorida. U tetramerima, svaki Ru poprima oktaedralnu molekularnu geometriju, sa dva premoštavajuća fluoridna liganda.